# Баяут (Советский район)
Баяут (укр. Баяут, крымскотат. Bayavut, Баявут) — исчезнувшее село в Советском районе Республики Крым (согласно административно-территориальному делению Украины — Автономной Республики Крым). Располагалось на севере района, примерно в 2 километрах к востоку от современного села Ровенка.

## История
Первое документальное упоминание села встречается в Камеральном Описании Крыма… 1784 года, судя по которому, в последний период Крымского ханства Бояут входил в Кучук Карасовский кадылык Карасьбазарскаго каймаканства. После присоединения Крыма к России (8) 19 апреля 1783 года, (8) 19 февраля 1784 года, именным указом Екатерины II сенату, на территории бывшего Крымского Ханства была образована Таврическая область и деревня была приписана к Левкопольскому, а после ликвидации в 1787 году Левкопольского — к Феодосийскому уезду Таврической области. После Павловских реформ, с 1796 по 1802 год, входила в Акмечетский уезд Новороссийской губернии. По новому административному делению, после создания 8 (20) октября 1802 года Таврической губернии, Баяут находился на территории Урускоджинской волости Феодосийского уезда. В Ведомости о числе селений, названиях оных, в них дворов… состоящих в Феодосийском уезде от 14 октября 1805 года селение не записано (не опознано), а на военно-топографической карте генерал-майора Мухина 1817 года деревня Баяут обозначена с 38 дворами. Затем, видимо, вследствие эмиграции крымских татар в Турцию, деревня опустела и в «Ведомости о казённых волостях Таврической губернии 1829 года» уже не записана, а на картах 1836 и 1842 года обозначены развалины деревни Баяут.